# Hemibystra variegaticeps
Hemibystra variegaticeps là một loài tò vò trong họ Ichneumonidae.